# Ligustridium
Ligustridium é um género botânico pertencente à família Oleaceae.

## Espécie
Ligustridium japonicum

## Nome e referências
Ligustridium Spach